# 渥美国泰
渥美 国泰（あつみ くにやす、1933年1月1日 - 2009年2月5日）は、日本の俳優。本名は渥美 國泰。
東京府東京市四谷区三光町（現・東京都新宿区）出身。東京都立九段高等学校卒業。劇団新人会、劇団雲を経て、演劇集団 円、小橋事務所に所属していた。

## 来歴・人物
1951年に高校を卒業後、劇団俳優座附属養成所に第3期生として入学、同期には愛川欽也、塚本信夫、穂積隆信、楠侑子らがいる。卒業後、劇団新人会の創立に参加。その後いくつかの劇団を転々とし、1965年に劇団雲に入団する。1975年、雲を脱退して演劇集団 円の創立に参加。
1979年に円を退団し、アクト青山ドラマティック・スクールを主宰して後進の育成に励む。
舞台活動を続ける一方、映画、テレビ、ラジオなどでも活躍。声優としての実績も豊富で、ジョゼフ・コットン、ロバート・ミッチャムの吹き替えで知られた。
2009年2月5日、脳腫瘍により死去。76歳没。

## 出演

### 映画
- 爆薬に火をつけろ（1959年、日活）
- 傷だらけの山河（1964年、大映）
- 野獣都市（1970年、東宝）
- 野獣狩り（1973年、東宝）
- 野獣死すべし 復讐のメカニック（1974年、東宝）
- ノストラダムスの大予言（1974年、東宝） - 学者B[7]
- 俺の血は他人の血（1974年、松竹）
- 動脈列島（1975年、東宝）
- 日本の首領 野望篇（1977年、東映）
- 多羅尾伴内 鬼面村の惨劇（1978年、東映）
- 皇帝のいない八月（1978年、松竹）
- 赤穂城断絶（1978年、東映）
- 文学賞殺人事件 大いなる助走（1989年、東映）
- 踊る大捜査線 THE MOVIE（1998年、東宝） - 警察庁長官
- 南京の真実 第一部・七人の死刑囚（2008年、チャンネル桜エンタテインメント）

　etc.

### テレビドラマ
- 恋に散る花（1963年、CX）
- 大河ドラマ（NHK）
  - 花の生涯（1963年） - 玉の市
  - 赤穂浪士（1964年） - 潮田又之丞
  - 太閤記（1965年）
  - 源義経（1966年） - 和田小太郎義盛
  - 三姉妹（1967年） - 牧八十次郎 役
  - 竜馬がゆく（1968年） - 周布政之助
  - 春の坂道（1971年） - 安藤治左衛門
  - 新・平家物語（1972年） - 播磨邦通
  - 国盗り物語（1973年） - 穴山梅雪
  - 元禄太平記（1975年） - 荒木十郎左衛門
  - 風と雲と虹と（1976年） - 佐伯清辰
  - 花神（1977年） - 長井雅楽
  - 黄金の日日（1978年） - 日比屋了慶
  - 草燃える（1979年） - 中原親能
  - 獅子の時代（1980年） - 向山隼人正
  - 峠の群像（1982年） - 小笠原佐渡守
  - 徳川家康（1983年） - 松井友閑
  - 山河燃ゆ（1984年） - 東條英機
  - 春の波涛（1985年） - 高安医師
- 風雪 第3回「開化聖代」（1964年、NHK） - 中山大納言
- ザ・ガードマン（TBS / 大映テレビ室）
  - 第18話「裸の欲望」（1965年）
  - 第43話「顔の消えた男」（1966年）
  - 第58話「砂糖のような犯罪」（1966年）
  - 第68話「赤い関係」（1966年）
  - 第78話「宝を抱いて地獄へ行け」（1966年）
  - 第102話「真夜中の標的」（1967年） - 須藤
  - 第106話「太陽に向って大追跡」（1967年）
  - 第120話「棺こそわたしの家」（1967年）
  - 第132話「2億円の賭け」（1967年） - 広田社長 役
  - 第144話「夜と昼の顔を持つ男」（1968年）
  - 第149話「雪女」（1968年）
  - 第165話「生きたまま火葬にしてネ」（1968年）
  - 第169話「結婚式大泥棒」（1968年）
  - 第188話「空中強盗」（1968年）
  - 第199話「皆殺しの島」（1969年）
  - 第207話「今晩は宝石泥棒デス」（1969年）
  - 第224話「怪談・幽霊の赤ちゃん」（1969年）
  - 第247話「殺人せり市」（1969年）
  - 第271話「怪談・雨の幽霊病院」（1970年）
  - 第281話「団地奥さんヌードの悲劇」（1970年）
  - 第288話「女子高校生スキャンダル殺人」（1970年）
  - 第291話「バクチで稼ごう! 団地奥さん」（1970年）
  - 第301話「ヌードモデル高校生殺人事件」（1971年）
  - 第304話「ハレンチ夫婦の幽霊殺人」（1971年）
  - 第326話「年上の妻の華やかな犯罪」（1971年）
  - 第332話「この夏 女子大生がやった大冒険」（1971年）
- 白い巨塔（1967年、NET） - 関口弁護士
- ローンウルフ 一匹狼 第8話「傷だらけの報酬」（1967年、NTV / 東映）
- キイハンター（TBS / 東映）
  - 第14話「贋札つかいの墓標」（1968年）
  - 第48話「死刑台から来た男」（1969年）
  - 第148話「撃て! 情無用ギャングの勲章」（1971年）
  - 第232話「怪奇! 幻の墓の女」（1972年） - 藤崎裁判長
- ゴールドアイ（1970年、NTV / 東映） 
  - 第1話「闇を裂く男たち」 - 谷村剛
  - 第19話「頭脳人間蒸発」 - 小早川隆
- さぼてんとマシュマロ（1971年、NTV）
- プレイガール 第167話「男命を殺しに賭けて」（1972年、12ch / 東映） - 工藤
- 気になる嫁さん（1972年、NTV / ユニオン映画）第15話「金の切れ目が…」- 高崎
- 特別機動捜査隊（NET / 東映）
  - 第574話 「ある女の詩」（1972年）  福田
  - 第733話「銭湯ブルース」（1975年） - 川喜多刑事
  - 第763話「逆光線の女」（1976年） - 鳥山専務 ※友情出演
- 泣くな青春（1973年、CX / 東宝） - 工藤教頭
- 恐怖劇場アンバランス 第9話「死体置場（モルグ）の殺人者」（1973年、CX / 円谷プロ） - 剣崎医学部長
- 子連れ狼 第1部 第14話「御定書七十九条」（1973年、NTV / ユニオン映画） - 万然和尚
- 非情のライセンス（NET / 東映）
  - 第1シリーズ
    - 第11話「兇悪の腕」（1973年） - 宮崎
    - 第48話「兇悪のサンバ」（1974年） - 金子

  - 第2シリーズ
    - 第6話「兇悪の母」（1974年） - 岩佐守男
    - 第38話「男のうたは兇悪」（1975年） - 伊佐山僚一
    - 第85話「兇悪の刑事」（1976年） - 神谷
- 必殺シリーズ（ABC / 松竹）
  - 必殺仕置人 第13話「悪いやつほどよく見える」（1973年） - 榊原主膳
  - 助け人走る
    - 第2話「仇討大殺陣」（1973年） - 田島主水亟
    - 第23話「裏切大慕情」（1974年） - 美濃屋藤兵衛
    - 第36話「解散大始末」（1974年） - 土屋主水正

  - 必殺必中仕事屋稼業 第17話「悟りて勝負」（1975年） - 鳴海屋
- 荒野の用心棒（1973年、NET / 三船プロ）
  - 第23話「叛逆砦に陽はまた昇り…」 - 神徳丸忠兵衛
  - 第35話「赤い殺意は死の谷に燃えて…」 - 松前屋善兵衛
- 銭形平次 第384話「殺しを見た女」（1973年、CX / 東映） - 筒屋喜兵ヱ
- 太陽にほえろ! （NTV / 東宝）
  - 第56話「その灯を消すな!」（1973年） - 大和田
  - 第73話「真夜中に愛の歌を」（1973年） - マイケル中江
  - 第91話「おれは刑事だ!」（1974年） - 高辻誠一郎
  - 第155話「家族」（1975年） - 市村社長
  - 第301話「銀河鉄道」（1978年） - 森脇
  - 第377話「秋深く」（1979年） - 田沼
  - 第493話「スコッチよ静かに眠れ」（1982年） - 矢追警察病院医師
  - 第525話「石塚刑事殉職」（1982年） - 医師
  - 第660話「デューク刑事登場!」（1985年） - 松川重吉
  - 第667話「デュークという名の刑事」（1985年） - 松川重吉
  - 第672話「再会の時」（1985年） - 松川重吉 役
- 事件狩り 第1話「なぜ死を急ぐ! 若者たち」（1974年、TBS / 大映テレビ）
- 白い牙 第8話「刺客請負・有光洋介」（1974年、NTV / 大映テレビ） - 高沢
- 水戸黄門（TBS / C.A.L）
  - 第4部 第27話「士魂 -福島-」（1973年7月23日） - 石立刑部
  - 第5部 第20話「親をだました親孝行 -徳山-」（1974年8月19日） - 番頭唐造
  - 第16部 第30話「銘酒を守った娘の真心 -新庄-」（1986年11月17日） - 亀屋万兵衛
- バーディー大作戦 （TBS / 東映）
  - 第10話「吸血ワラ人形の大予言!」（1974年）
  - 第22話「真夜中の美女強盗団」（1974年）
  - 第28話「おんな死刑執行人」（1974年） - 吉沢博士
  - 第46話「芸術的に女を殺せ!」（1975年）
- ご存知遠山の金さん 第44話「地獄の死者も金次第」（1974年、NET / 東映） - 甲州屋
- 華麗なる一族（1974年 - 1975年、MBS / 東宝） - 金田
- 大江戸捜査網（12ch / 三船プロ）
  - 第136話「殺しを呼んだ御用金」（1974年） - 小笠原山城守
  - 第192話「必殺! 忍者群団」（1975年） - 越中屋
  - 第215話「呪いの美人画」（1975年） - 鳴海屋宗右衛門
  - 第276話「無残! 盗っ人秘録」（1977年） - 朝倉内膳正
- ご存じ金さん捕物帳 第26話「上方から来た男」（1975年、NET / 東映） - 土佐屋
- 破れ傘刀舟悪人狩り（NET / 三船プロ）
  - 第24話「女囚の挽歌」（1975年） - 阿部正純
  - 第89話「哀愁の女ふたり」（1976年） - 三浦大膳（勘定奉行）
- 剣と風と子守唄 第13話「戦場の天使」（1975年、NTV / 三船プロ） - 岩佐兵部
- はぐれ刑事 第9話「誘拐」（1975年、NTV / 国際放映 / 俳優座） - 大松
- 愛のサスペンス劇場 / 歯止め（1976年、NTV） - 津留良夫
- 隠し目付参上 第6話「からくり三太はなぜ泣いたか」（1976年、MBS / 三船プロ） - 土屋紀伊守
- 人魚亭異聞 無法街の素浪人 第19話「華麗なる目撃者」（1976年、NET / 三船プロ） - 南条
- 夜明けの刑事 第77話「ひき逃げされた高校生のナゾ!!」（1976年、TBS / 大映テレビ） - 手島興業社長
- 怪人二十面相 第1話「帰ってきた二十面相」（1977年、CX / 大映テレビ）
- 大都会 PARTII 第18話「曉の凶弾」（1977年、NTV / 石原プロ） - 八田（東洋銀行頭取）
- チェックメイト78 第8話「蟻と戯れる警部」（1978年、ABC / テレパック）
- 俺たちは天使だ! 第2話「運が良ければ五千万」（1979年、NTV / 東宝） - 森岡正志
- 駆け込みビル7号室 第3話「弁護料4,512円! パパとママが大変だ」（1979年、CX / 三船プロ）
- 東芝日曜劇場 / 松本清張おんなシリーズ・指（1979年、TBS） - 新管理人・丸井忠
- ザ・ネットワーク 西武スペシャル / 女が職場を去る日（1979年、CX）
- ザ・ハングマンシリーズ（ABC / 松竹芸能）
  - ザ・ハングマン
    - 第6話「オオカミ達の変奏曲」（1980年） - 広田（オリエンタルプロダクション社長）
    - 第31話「サギ師野郎 危ない綱渡り」（1981年） - 森島（亜細亜金属常務）

  - ザ・ハングマン4 第15話「恋人の体が新札偽造のいけにえにされる!」（1985年） - 永谷清次郎（民由党代議士）
  - ザ・ハングマンV 第17話「押収麻薬がタライ廻しされる!」（1986年） - 松永勇三（衛生省薬物管理局局長）
  - ハングマンGOGO 第1話「名門高校の校長がヤッちゃん!」（1987年） - 阿久津肇（黒鳥学園校長）
- 西部警察 第71話「燃える罠からの脱出」（1981年、ANB / 石原プロ） - 警視庁幹部
- 江戸の用心棒（1981年、CX / 東宝 / 映像京都）
  - 第1話「三人の命知らず」 - 平沼喜左衛門 役
  - 第10話「刺客と恋人」
- 土曜ワイド劇場
  - 松本清張の死んだ馬 殺人設計図（1981年、ANB / 松竹）
  - 考古学者シリーズ 第6作「花嫁殺し」（1987年、ANB） - 木下キイチロウ
  - 牟田刑事官事件ファイル 第10作「伊豆半島復讐に燃える女たち!」（1989年、ANB） - 福原信幸
  - 密会の宿 第5作（1989年、ANB） - 広田利雄
  - 温泉若おかみの旅情殺人推理 第3作「北陸金沢～山中温泉 謎の女は死体でチェックアウト」（1995年、ANB / 大映テレビ） - 大山信武
  - 同居人カップルの殺人推理旅行 第5作「死を呼ぶダイエット!?」（1998年） - 黒沼幹生
  - 西村京太郎トラベルミステリー「日本縦断殺人ルート」（1992年） - 浅見猛[8]
- ポーツマスの旗（1981年、NHK）
- 連続テレビ小説 本日も晴天なり（1981年、NHK） - 立花国明
- 噂の刑事トミーとマツ 第2シリーズ（1982年、大映テレビ / TBS）
  - 第14話「危うし裸少女! トミーの必殺の投げ皿」 - 一ノ瀬大造
  - 第40話「マツも仰天 空飛ぶトミー」 - 南小路
- 同心暁蘭之介 第29話「死の花嫁行列」（1982年、CX / 杉友プロ）
- 水曜時代劇 / 立花登 青春手控え 第23話「旅立ち」（1982年、NHK）
- 時代劇スペシャル / 佐武と市捕り物控「地獄の白狐」（1982年、フジテレビ）- 但馬屋
- ザ・サスペンス / 妻は告白する（1983年、TBS） - 裁判長
- 花王 愛の劇場 / 雪舞（1984年、TBS）
- 月曜ドラマランド / 心はロンリー気持ちは「…」(1)（1984年、CX）
- 金曜女のドラマスペシャル / 不信のとき（1984年、CX / 東映）
- 新大型時代劇 / 真田太平記（1985年、NHK）
- 特捜最前線「疑惑のXデー・爆破予告1010!」（1985年、ANB / 東映） - 別所大造
- 暴れん坊将軍II（ANB / 東映）
  - 第142話「捨て子の父は辰五郎!?」（1986年） - 酒井将監
  - 第182話「燃える江戸城! 男たちの一番纏!」(スペシャル)（1987年） - 唐沢外記
- 誇りの報酬 第13話「刑事だって美女には弱い」（1986年、NTV / 東宝） - 吉岡
- 水曜ドラマスペシャル→月曜ドラマスペシャル→月曜ミステリー劇場（TBS）
  - 秘められた関係（1986年）
  - 夏の特選サスペンス 第4作「2時間7分の身代金」（1993年）
  - 浅見光彦シリーズ 第10作「隠岐伝説殺人事件」（1998年、テレパック） - 村上助九郎
  - 弁護士高見沢響子 第5作「留置番号36番」（2002年、東阪企画） - 大山栄
- 大岡越前 第9部 第24話「囮になった目撃者」（1986年4月7日、TBS / C.A.L） - 井筒屋清兵衛
- 女ふたり捜査官 第2話「スキャンダル消去殺人」（1986年、ABC / テレパック）
- 江戸を斬るVII（1987年、TBS / C.A.L）
  - 第17話「闇を走る暗殺集団」 - 本八幡屋 役
  - 第27話「復讐!姉弟蛇皮線」 - 阿蘭陀屋 役
- 大都会25時 第9話「危険な落し穴! 女ハスラーの白い指」（1987年、ANB / 東映）
- 長七郎江戸日記 第1シリーズ 第99話「娘仇討ち! 敵は長さん」（1987年、NTV / ユニオン映画） - 岩崎弥左衛門
- こんな学園みたことない!（1987年10月 - 1988年3月、NTV） - 青葉繁
- 火曜サスペンス劇場（NTV）
  - 浅見光彦ミステリー 第3作「佐渡伝説殺人事件」（1988年、近代映画協会） - 谷田部健司
  - 監察医・室生亜季子 第8作「熱い凍死」（1990年4月、NTV / 東映） - 久野尚
  - 掏摸（スリ）（1993年、NTV / 東映） - 天野代議士
- 隠密・奥の細道 第7話「仇討無情 女の涙」（1988年、TX / G・カンパニー）
- 勝手にしやがれヘイ!ブラザー 第11話（1989年、NTV / セントラル・アーツ） - 窪川
- ゴリラ・警視庁捜査第8班 第38話「シンデレラガール」（1990年2月、ANB / 石原プロ）
- 刑事貴族 第17話「熱い街から来た刑事」（1990年10月、NTV / 東宝）　※ 郷ひろみ編 第1話
- 松本清張作家活動40年記念・砂の器（1991年、ANB） - 田所重喜 役
- 女無宿人 半身のお紺 第5話「束の間の夢にて候」（1991年、TX / C.A.L） - 伊豆屋八左衛門
- はぐれ刑事純情派 スペシャル「ギリシャエーゲ海殺意の旅 遺産相続をめぐる女の斗い」（1992年） ‐ 高原一太郎
- 水曜劇場 / 振り返れば奴がいる 第4話「死にたがる患者」（1993年、CX / 共同テレビ）
- 土曜ドラマ / 官僚たちの夏（1996年、NHK） - 須藤恵作 役
- 踊る大捜査線 秋の犯罪撲滅スペシャル 完璧版（2001年、CX） - 警視庁長官

　etc.

### バラエティ
- オレたちひょうきん族「タケちゃんマン」（1983年5月28日、CX）
- 火曜ワイドスペシャル「タケちゃんの思わず笑ってしまいましたPART7」（1986年、CX） - 「怪人√20面相」徳大寺権兵衛 役

### テレビアニメ
- 鉄腕アトム (アニメ第1作)（1965年、CX） - ゲラン博士

### 吹き替え

#### 映画
- エレファント・マン - カー・ゴム院長（ジョン・ギールグッド）
- 月下の銃声 - ジム（ロバート・ミッチャム）
- サイレンサー/殺人部隊 - ジュリアン・ウォール（カール・マルデン）
- ジェニーの肖像 - イーベン・アダムス（ジョゼフ・コットン）
- ハチェット牧場の対決 - マイク（チル・ウィルス）

#### ドラマ
- ER緊急救命室 - チャールズ・コーデイ（ポール・フリーマン）
- 看護婦物語　「罪深き母」 - クロウェル医師（フランク・オバートン）
- 警部マクロード「狙われた男」 - デイン（ジェームス・オルソン）
- シャーロック・ホームズの冒険 高名の依頼人 - サー・ジェームズ（デイビット・ラングトン）
- 大草原の小さな家 - アダムス判事（ジョン・ザレンバ）
- 逃亡者　#96 - ジョシュア・シモンズ（ハリー・タウンズ）
- 弁護士ジャッド「自縛」 - ラーキン（チャールズ・マッグロー）
- ぼくらのナニー「男きょうだい」（ヴァン・ジョンソン）
- 名探偵モンク Season3 - ドワイト・エリソン（ボブ・ガントン）

### 舞台
- 『榎本武揚』（1967年、劇団雲） - 大鳥圭介 役

## 美術評論
長楽斎と号して近世書画研究会・芸林木曜逍遥会を主宰。江戸時代の書画を集めた江戸民間書画美術館を開設し館長となり、美術評論家としても活動。著書多数。

### 著作
- 『探求・下村為山－洋画家から彩墨画への道』（1993年、近代文芸社） ISBN 4773319607
- 『岸田國士論考－近代知識人の宿命の生涯』（1995年、近代文芸社） ISBN 4773337192
- 『亀田鵬斎と江戸化政期の文人達』（1995年、芸術新聞社） ISBN 4875862121
- 『孤高の南画家楠瓊州－その静寂の世界』（1996年、芸術新聞社） ISBN 4875862202
- 『江戸の工夫者鍬形惠斎－北斎に消された男』（1996年、芸術新聞社） ISBN 487586227X
- 『写山楼谷文晁のすべて－今、晩期乱筆の文晁が面白い』（2002年、里文出版） ISBN 4898061729
- 『大田南畝・蜀山人のすべて－江戸の利巧者 昼と夜、六つの顔を持った男』（2004年、里文出版） ISBN 4898062075

## 脚註